# Parti Radical de Gauche
Parti Radical de Gauche  (Vänsterns radikala parti, PRG) är ett franskt mindre parti, bildat 1972 genom en utbrytning från Parti Radical. Partiet är socialliberalt och socialdemokratiskt. Partiet har fortfarande viss stöd i medelklassen och i de sydvästra delarna av Frankrike. Partiet har traditionellt sett varit allierat med Socialistiska partiet i Frankrike. Partiet har observatörstatus i Europeiska liberala, demokratiska och reformistiska partiet (ELDR).